# Leidsch Studenten Rugby Gezelschap

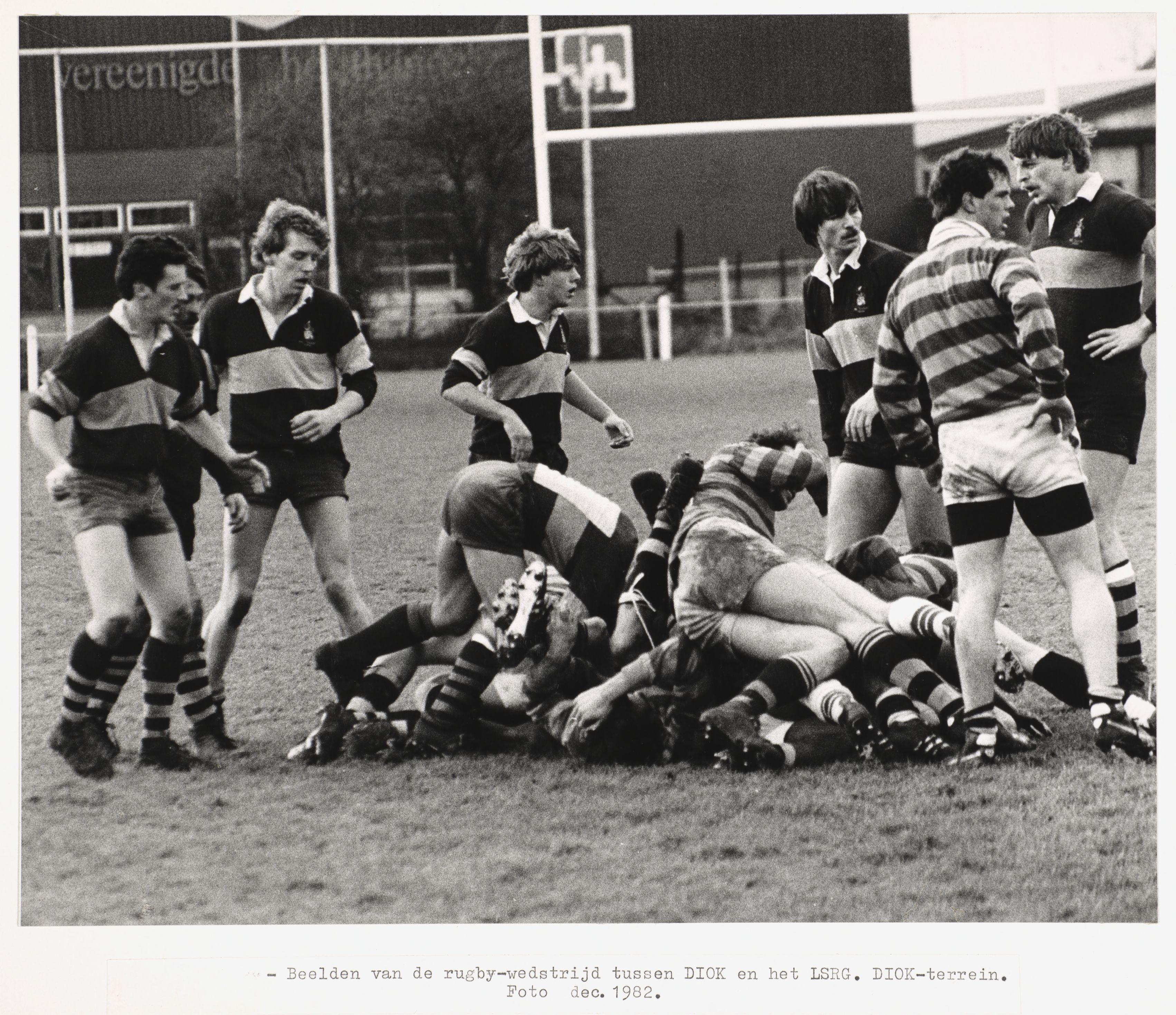
LSRG tegen DIOK (1982)

Het Leidsch Studenten Rugby Gezelschap (L.S.R.G., heropgericht 1960) is de studenten-rugbyvereniging van de Nederlandse universiteitsstad Leiden. Oorspronkelijk was het gezelschap alleen toegankelijk voor leden van LSV Minerva. In 1995 zijn de Harlequints SRC (van ALSV Quintus) samen gegaan met L.S.R.G., waardoor het mogelijk is voor alle studenten in en rondom Leiden om rugby te spelen.
L.S.R.G. heeft drie teams. Het eerste herenteam (1XV) speelt in de 2e klasse, het tweede (2XV) in de 4de klasse. Sinds het seizoen 2018/2019 heeft L.S.R.G. ook een vrouwenteam (Ladies, DXV), spelend in de eerste klasse.
L.S.R.G. werd sinds 2004 gecoacht door Iain Krysztofiak, de voormalige bondscoach van de Nederlandse Rugby Bond. Krysztofiak is na het seizoen 2017/2018 gestopt als coach van L.S.R.G.
Vanaf seizoen 2017/2018 is Wilnus Versteijnen de coach van het 1XV. Versteijnen is overgekomen van plaatsgenoot en dochtervereniging Leidse Rugbyclub DIOK. Voor DIOK heeft Versteijnen lange tijd in de Ereklasse gespeeld in DIOK 1. Ook is hij drie seizoenen hoofdcoach geweest van DIOK 1. Samen met Versteijnen is Brian McCarthy meegekomen. McCarthy heeft van 2015 tot 2018 de Colts van DIOK getraind en is vanaf 2018 bij L.S.R.G. verantwoordelijk voor de backs, waar Wilnus zich voornamelijk richt op het trainen van de forwards. Wilnus Versteijnen is gestopt met het coachen van het 1XV na het seizoen 2023/2024.  
Vanaf seizoen 2024/2025 coacht Merlijn Schreuder het 1XV. Het 2XV staat al sinds het seizoen 2020/2021 onder leiding van coach Merlijn Schreuder. Merlijn is zijn rugby carrière gestart bij onze Delftse tegenhangers -C, waar hij zo’n 5-6 jaar in de tweede rij heeft gespeeld. Tijdens zijn actieve rugby jaren is Merlijn President geweest van de Nederlandse Studenten Rugby Bond. In 2020 werd Merlijn door toenmalige President van het L.S.R.G., Douwe Kloppenborg, benaderd of hij het 2XV wilde coachen, nadat de voorgaande coach, Steven Dubelaar, zijn rentree had gemaakt bij 1XV.  
De Ladies staan sinds het seizoen 2018/2019 onder aanvoering van Dominique Danton, een zeer ervaren coach en opleider van coaches. In de voorgaande jaren heeft hij gewerkt bij de Rotterdamse Studenten Rugby Club. Zijn assistent en fitnesscoach is Desiree van Teijlingen.